# اچ‌ام‌اس بریتانیا (۱۸۲۰)
اچ‌ام‌اس بریتانیا (۱۸۲۰) (به انگلیسی: HMS Britannia (1820)) یک کشتی بود که طول آن ۲۰۵ فوت (۶۲ متر) بود. این کشتی در سال ۱۸۲۰ ساخته شد.